# Pon (titel)
Pon was een overerfbare titel voor een hooggeplaatst lid binnen de Khmer samenleving. Normaal gesproken was een Pon een plaatselijk leider die de macht had om landtitels te verlenen. De titel was overerfbaar van een man op de zoon van zijn zus en werd ongeveer gebruikt tot de 8e eeuw.
De titel die de Chinese geschiedschrijvers gaven aan de heersers van Funan, Fan, zou hiervan afgeleid zijn.